# 雫井脩介
雫井 脩介（しずくい しゅうすけ、1968年11月14日 -）は、日本の小説家・推理作家。愛知県生まれ。専修大学文学部卒業。

## 経歴
大学卒業後、出版社で編集者となり、また社会保険労務士事務所などでの勤務する。
1999年、内流 悠人（ないる ゆうと）名義で応募した『栄光一途』で第4回新潮ミステリー倶楽部賞を受賞。2000年、同作でデビュー。その後推理小説を中心に発表し、2004年に刊行した『犯人に告ぐ』は、2004年版「週刊文春ミステリーベスト10」で第1位に、2005年版「このミステリーがすごい!」で第8位に選ばれ、第26回吉川英治文学新人賞の候補となった。2005年、同作で第7回大藪春彦賞を受賞。2006年に刊行した『クローズド・ノート』以降は、恋愛小説や家族小説など作風を広げている。2016年、『望み』で第7回山田風太郎賞候補。2022年、『クロコダイル・ティアーズ』で第168回直木三十五賞候補。
日本推理作家協会会員。

## ミステリ・ランキング

### 週刊文春ミステリーベスト10
- 2001年 - 『虚貌』24位
- 2004年 - 『犯人に告ぐ』1位
- 2013年 - 『検察側の罪人』4位
- 2016年 - 『望み』9位

### このミステリーがすごい!
- 2005年 - 『犯人に告ぐ』8位
- 2014年 - 『検察側の罪人』8位
- 2017年 - 『望み』13位

## 作品リスト

### 犯人に告ぐシリーズ
- 犯人に告ぐ（2004年7月 双葉社 / 2007年9月 双葉文庫【上・下】）
- 犯人に告ぐ2 闇の蜃気楼（2015年9月 双葉社 / 2018年5月 双葉文庫【上・下】）
- 犯人に告ぐ3 紅の影（2019年8月23日 双葉社 / 2022年9月 双葉文庫【上・下】）

### 引き抜き屋シリーズ
- 引き抜き屋(1) 鹿子小穂の冒険（2018年3月 PHP研究所 / 2019年11月 PHP文芸文庫）
- 引き抜き屋(2) 鹿子小穂の帰還（2018年3月 PHP研究所 / 2019年11月 PHP文芸文庫）

### その他の小説
- 栄光一途（2000年1月 新潮社 / 2002年4月 幻冬舎文庫）
- 虚貌（2001年9月 幻冬舎 / 2003年4月 幻冬舎文庫【上・下】）
- 白銀を踏み荒らせ（2002年3月 幻冬舎 / 2005年4月 幻冬舎文庫）
- 火の粉（2003年1月 幻冬舎 / 2003年7月 幻冬舎ノベルス / 2004年8月 幻冬舎文庫）
- クローズド・ノート（2006年1月 角川書店 / 2008年6月 角川文庫）
- ビター・ブラッド（2007年8月 幻冬舎 / 2010年8月 幻冬舎文庫）
- 犯罪小説家（2008年10月 双葉社 / 2011年5月 双葉文庫 / 2020年1月 双葉文庫【新装版】）
- 殺気！（2009年9月 徳間書店 / 2012年1月 トクマ・ノベルズ / 2013年4月 幻冬舎文庫）
- つばさものがたり（2010年8月 小学館 / 2013年1月 角川文庫）
- 銀色の絆（2011年11月 PHP研究所 / 2014年11月 PHP文芸文庫【上・下】）
- 途中の一歩（2012年8月 幻冬舎【上・下】 / 2015年4月 幻冬舎文庫【上・下】）
- 検察側の罪人（2013年9月 文藝春秋 / 2017年2月 文春文庫【上・下】）
- 仮面同窓会（2014年3月 幻冬舎 / 2016年8月 幻冬舎文庫）
- 望み（2016年9月 KADOKAWA / 2019年4月 角川文庫）
- 霧をはらう（2021年7月 幻冬舎 / 2024年8月 幻冬舎文庫【上・下】）
- クロコダイル・ティアーズ（2022年9月 文藝春秋）
- 互換性の王子（2023年12月 水鈴社）

## 映像化作品

### テレビドラマ
- 火の粉（2005年2月19日、テレビ朝日系「土曜ワイド劇場」枠、主演：原沙知絵）
- 虚貌 顔のない殺人者（2005年7月7日、テレビ朝日系、主演：渡瀬恒彦、原作：虚貌）
- ビター・ブラッド〜最悪で最強の親子刑事〜（2014年4月15日 - 6月24日、全11話、フジテレビ系「火曜9時」枠、主演：佐藤健、原作：ビター・ブラッド）[4]
- 火の粉（2016年4月2日 - 5月28日、全9話、東海テレビ・フジテレビ系「オトナの土ドラ」枠、主演：ユースケ・サンタマリア）[5]
- 仮面同窓会（2019年6月1日 - 7月21日、全8話、東海テレビ・フジテレビ系「オトナの土ドラ」枠、主演：溝端淳平）
- 引き抜き屋〜ヘッドハンターの流儀〜（2019年11月16日 - 12月14日、全5話、WOWOW「連続ドラマW」枠、主演：松下奈緒）

### 映画
- クローズド・ノート（2007年9月29日公開、配給：東宝、監督：行定勲、主演：沢尻エリカ）
- 犯人に告ぐ（2007年11月3日公開、配給：WOWOW FILMS、監督：瀧本智行、主演：豊川悦司）
- 検察側の罪人（2018年8月24日公開、配給：東宝、監督：原田眞人、主演：木村拓哉）
- 望み（2020年10月9日公開、配給：KADOKAWA、監督：堤幸彦、主演：堤真一）[6]